# Ballade des dames du temps jadis
La Ballade des dames du temps jadis est une œuvre de François Villon composée au XVe siècle. Partie centrale de son recueil Le Testament (connu aussi comme Le Grand Testament), elle précède la Ballade des seigneurs du temps jadis et la Ballade en vieil langage françoys. Comme pour les autres pièces du recueil, le titre provient de l'édition de Clément Marot, Villon n'en ayant pas proposé.
Cette petite ballade en octosyllabes (trois huitains et un envoi) constitue l'un des poèmes les plus célèbres de François Villon. Empreinte d'un lyrisme qui exploite les thèmes traditionnels de l'ubi sunt (Où sont ceux qui furent avant nous ?) et de la fuite du temps, elle évoque la destinée humaine avec une mélancolie que scande l'énigmatique refrain « Mais où sont les neiges d'antan ? »

## Contexte
La Ballade des dames du temps jadis forme, avec les deux pièces qui la suivent (Ballade des seigneurs du temps jadis et Ballade en vieil langage françois), un triptyque illustrant le thème de la mort universelle. C'est un topos de la littérature médiévale.
Villon l'amorce dans la strophe XXVIII du Testament quand, après avoir évoqué sa jeunesse perdue et le passage du temps qui le conduit à l'entrée de vieillesse (Mes jours s'en sont allés errant), il cite la mort qui tout assouvit. Il exploite le thème de l'ubi sunt, utilisé par le prophète Isaïe dans le livre de Baruch (Ubi sunt principes gentium) et saint Paul dans l'une de ses épîtres (Ubi conquisitor hujus saeculi - Corinthiens I, 19-20). Le vers 225 du Testament est explicite : « Où sont les gracieux galants/ Que je suivaie au temps jadis ? » Villon dépasse sa condition d'homme de pauvre et petite extrace et l'étend au thème du destin mortel des puissants, tel le grand argentier Jacques Cœur, qui pourrit sous riche tombeau (vers 288). La strophe XXXIX exprime sans ambages cette règle à laquelle nul n'échappe : Je congnois que pauvres et riches /.../ Mort saisit sans exception.
Les vers 325-328 introduisent un thème particulier : celui de la fatale décomposition du corps féminin qui tant est tendre/ Poly, suef, et si precieux.
La conjonction de ces deux thèmes majeurs de la poésie lyrique médiévale — la mort et le gracieux corps féminin — atteint son point d'orgue dans la Ballade des dames du temps jadis.
En outre, ce texte illustre l'érudition médiévale, de ses emprunts à des écrivains antérieurs jusqu'à ses erreurs de traduction des auteurs antiques.

## Analyse

### Une structure classique
Les rimes sont disposées selon la structure ABABBCBC. L'envoi final, qui s'ouvre par l'apostrophe « Prince », constitue un quatrain d'une demi-strophe qui amène une dernière fois le refrain. 
A et C sont des rimes masculines, B des rimes féminines. Ainsi, au premier vers de la deuxième strophe, Héloïs écrit sans E pour former une rime masculine (dont le S final se prononce).

### Un titre posthume
Le titre de Ballade des dames du temps, donné par Clément Marot dans son édition de 1533, semble justifié. Les douze femmes en question sont bien des dames, nobles par leur naissance ou leur réputation. À l'exception de Jeanne d'Arc, toutes renvoient à des époques lointaines résumées par l'adverbe jadis (c'est-à-dire il y a déjà des jours).

### Un langage obsolète
Écrit vers 1460-1461, le poème présente les traits de la langue mouvante du XVe siècle. Le moyen français pratiqué par Villon est une transition entre le vieux français et le français moderne. De ce fait, son lexique peut s'avèrer d'interprétation délicate car ambivalent. Par exemple, au vers 12, essoine ne veut-il dire qu'épreuve ?
La prononciation médiévale diffère de la nôtre, d'où une métrique déroutante (vers 10 : moine = mouène ; vers 13 : reine = rouène). Certaines rimes, exactes pour Villon, ne le sont plus de nos jours. Par exemple, au deuxième huitain, moyne (moine en français moderne) rime avec essoyne (terme aujourd'hui disparu) et royne (reine en français moderne). La prononciation du oi (ou oy) a évolué, entre le XIVe siècle et le XVIe siècle, de /wa/ à /wε/ pour soit s'établir le plus souvent à /ε/ (royne devenant reine), soit revenir au /wa/ d'origine (moyne restant notre actuel moine). Villon faisait probablement rimer ces trois mots en /wεnɜ/ (soit ouène).

### Des identifications problématiques
Villon embrasse toute l'échelle du temps alors connue, selon une progression chronologique allant d'un passé lointain jusqu'à sa propre époque. Il énumère :
- des êtres mythologiques de l'antiquité gréco-romaine (la déesse Flora ; l'oréade Écho) ;
- des personnages historiques (Alcibiade, pris pour une courtisane ; Thaïs ; Bertrade de Laon ; Erembourg, comtesse du Maine ; Héloïse ; Jeanne de Bourgogne ; Jeanne d'Arc) ; deux hommes victimes du charme féminin (Pierre Abélard et Jean Buridan) ;
- plusieurs femmes peut-être plus difficilement identifiables (Blanche de Castille[9], la reine blanche comme un lys).
- des personnages littéraires (Bertes au grant pié, Biétris, Alis, toutes trois issus de la chanson d'Hervis de Metz[10]).

Pour autant, cette évocation de destins divers n'a rien d'une danse macabre. Les dames apparaissent avec leurs qualités : la très sage (c'est-à-dire savante) Héloïse ; la reine à voix de sirène (difficile à identifier) ; la bonne Lorraine (l'illustre Jeanne d'Arc). Bien qu'elles aient disparu comme ont fondu les neiges des hivers passés, elles laissent le souvenir de leur blancheur.
Cette pureté évanouie, c'est finalement à la Vierge Marie — qui seule échappe à la décomposition charnelle —, que Villon la demande. Le terme antan laisse au lecteur une liberté d'interprétation, du sens premier (l'année d'avant - ante annum) à celui plus large d'un passé indéfini.

### Une antériorité
Au XIIe siècle déjà, le poète occitan Bertran de Born, dans une plainte (planh) pour la mort du Jeune Roi Richard associe la question "Où sont passés... ?" à une suite de noms mythiques – en l'occurrence d'hommes et non de femmes (Œuvres complètes éditées par Gérard Gouiran) Sirventès no 30, strophes V et VI) :
Bellas personas, bels arnes / Pot om pro veder e trobar, / Mas no·i es Augiers lo Danes, / Berrautz ni Bauduïs no·i par. / E de pel penzenat son pro, / Razas denz et en cais greno, / Mas non ges cel que sapch’amar, / Cort tener, domneiar ni dar. // Ai, flaca gen ! On so·il cortes / Que solon castel asejar, / E que solon sesman’e mes / Cort mantener ab gen reingnar / E que solon donar rics dos / E far las autras messios / A soudadier et a guglar ? / Un sol o·n vei ? So autz contar ?
(De belles personnes, de beaux vêtements, / on en peut voir et trouver en quantité, / mais Ogier le Danois n’y est pas,
on n’y voit ni Bérard ni Baudoin. / Nombreux sont les gens à la chevelure bien peignée, / aux dents polies, à la moustache aux lèvres, / mais il n’y a personne qui sache aimer, / tenir une cour, pratiquer service d’amour ni largesse. // Hélas, gens débiles ! Où sont les hommes courtois / qui faisaient le siège des châteaux / et qui, des semaines et des mois, / tenaient leur cour avec un aimable comportement / et faisaient de riches présents / sans manquer aux autres dépenses / envers le soudoyer et le jongleur ? / Où puis-je en voir un seul ? Entends-tu dire cela ?)

### Une hypothèse inédite
En 1989, dans son article François Villon et les neiges d'antan, Paul Verhuyck (nl) propose une hypothèse inédite. Il rattache les figures féminines évoquées par Villon à la tradition hivernale des statues de neige dans les régions de l'Artois et des Flandres.

#### AuXVIesiècle
Première référence postérieure connue, le refrain est d'abord cité en 1508 dans Le Livre de la Deablerie d'Éloy d'Amerval :
Mais ou sont les nesges d'antan ?

Ilz sont passez, eulx et leurs jours.

Ilz sont bien loing, s'ilz vont tousjours.
Puis François Rabelais le reprend en 1532 dans son Pantagruel :
Dyamanz et rubiz en perfection.

Et où sont-ilz dist Epistemon.

Par sainct Joan dist Panurge,

Ilz sont bien loing, s'ilz vont toujours.

Mais où sont les neiges d'antan ?

C'estoit le plus grand soucy que eust Villon le poète parisien.
Si l'expression les neiges d'antan ne figure pas dans l'édition princeps de Pantagruel, le vers « Ilz sont bien loing, s'ilz vont toujours » établit une référence indirecte aux neiges d'antan d'après le texte d'Éloy d'Amerval.

#### AuXVIIesiècle
L'expression neiges d'antan semble déjà établie dans son acception actuelle. À l'article Neige du Dictionarie of the French and English Tongues, publié en 1611 par Randle Cotgrave, on peut lire : « Neiges d'antan: Things past, forgotten, or out of date long agoe ».

#### AuXVIIIesiècle
Dans son Dictionnaire universel publié en 1701, Antoine Furetière (1619-1688) écrit à l'article Neige : « Se dit proverbialement en ces phrases, Je ne fais non plus cas de cette affaire que des neiges d'antan ».
Dans une traduction française de Don Quichotte de Cervantes publiée en 1773, Sancho Panza précise : « Ou il n'a pas plus à voir avec nos aventures qu'avec les neiges d'antan ». Les neiges d'antan sont aussi citées en page 114 du même ouvrage.

#### AuXIXesiècle
En 1843, dans un journal commentant la programmation d'œuvres lyriques, le refrain est cité comme proverbe : « Mais où sont les neiges d'Antan ? C'était l'unique souci qui troublât ce pendart de Villon ».
En témoigne encore ce pastiche de Théodore de Banville. Dans ses Odes funambulesques, il publie une Ballade des célébrités du temps jadis datée de novembre 1856 :
Ami, quelle déconfiture !

Tout s’en va, marchands d’orviétan

Et marchands de littérature :

Mais où sont les neiges d’antan !
Dans Les Misérables publiés en 1862, Victor Hugo évoque lui aussi le poème et son refrain, « ce vers si exquis et si célèbre : Mais où sont les neiges d'antan ? » (tome IV, livre septième, ch. II Racines).
Deux strophes du texte apparaissent dans La Chevelure, nouvelle de Guy de Maupassant publiée en 1884. Le héros est un aliéné qui rédige son journal. Après avoir découvert une chevelure dans un meuble précieux qu'il vient d'acheter et passé la nuit avec elle, il narre son émotion, « le trouble qui vous reste au cœur après un baiser d'amour. Et les vers de Villon (lui) montèrent aux lèvres, ainsi qu'y monte un sanglot ».

#### AuXXesiècle
En 1928, dans son roman L'Amant de lady Chatterley, D. H. Lawrence reprend la traduction anglaise couramment admise des Neiges d'antan par Dante Gabriel Rossetti : « They pass away, and where are they? Where… Where are the snows of yesteryear? ».
En 1945, Tennessee Williams fait figurer, en français dans le texte, « Mais où sont les neiges d'antan ? » comme « sous-titre à l'écran » censé apparaître au cours de la scène 1 de La Ménagerie de verre.
En 1953, Georges Brassens met la ballade en musique. Puis en 1962, il y fait allusion dans son poème Les Amours d'antan : « Mon prince, on a les dames du temps jadis qu'on peut. »
En 1961, dans Catch 22 de Joseph Heller, le principal protagoniste Yossarian, mélancolique, s'interroge à la cantonade : « where are the snowdens of yesteryear? » qu'il traduit par « où sont les neigedens d'antan ? », en référence à un évènement traumatisant concernant le dénommé Snowden, remémoré plusieurs fois au fil du récit.
En 1964, lors de plusieurs interviews, Bob Dylan admet avoir subi l'influence de François Villon. Dans son album The Times They Are a-Changin', un poème intitulé 11 outlined epitaphs figure au dos de la pochette. Il est considéré comme la 11e chanson, l'album n'en comportant que 10. On y trouve un détournement de la traduction précitée de Dante Gabriel Rossetti « Ah where are the forces of yesteryear? »

#### AuXXIesiècle
En 2011, dans l'épisode de Noël de la série Downton Abbey (épisode 9 de la saison 2), le personnage de Lady Violet Crawley (joué par Maggie Smith) cite en français le vers « Mais où sont les neiges d'antan ? ».

## Texte et transcription
[Voici le texte et sa transcription en français moderne :
| 5 10 15 20 25 | Dictes moy ou, n'en quel pays Est Flora, la belle Rommaine, Archipiades, ne Thaïs, Qui fut sa cousine germaine, Écho parlant quand bruyt on maine Dessus riviere ou sus estan, Qui beaulté ot trop plus qu'humaine. Mais ou sont les neiges d'antan ? Ou est la très sage Hellois Pour qui chastré fut et puis moyne Pierre Esbaillart a Saint Denis ? Pour son amour ot ceste essoyne. Semblablement, ou est la royne Qui commanda que Buridan Fust geté en ung sac en Saine ? Mais ou sont les neiges d'antan ? La royne Blanche comme lis Qui chantoit a voix de seraine, Berte au grant pié, Bietris, Alis, Haremburgis qui tint le Maine, Et Jehanne la bonne Lorraine, Qu'Englois brulerent a Rouan, Ou sont ilz, Vierge souveraine ? Mais ou sont les neiges d'antan ? ENVOI Princes, n'enquerez de sepmaine Ou elles sont, ne de cest an, Qu'a ce reffrain ne vous remaine : Mais ou sont les neiges d'antan ? | Dites-moi, où et en quel pays Est Flora, la belle romaine, Alcibiade et Thaïs Qui fut sa cousine germaine ? Écho, qui parle quand on fait du bruit Au-dessus d'une rivière ou d'un étang Et eut une beauté surhumaine ? Mais où sont les neiges d'antan ? Où est la très savante Héloïse Pour qui fut émasculé puis se fit moine Pierre Abélard à Saint-Denis ? C'est pour son amour qu'il souffrit cette mutilation. De même, où est la reine Qui ordonna que Buridan Fût enfermé dans un sac et jeté à la Seine ? Mais où sont les neiges d'antan ? La reine blanche comme un lys Qui chantait comme une sirène, Berthe au Grand Pied, Béatrice, Alix, Arembourg qui gouverna le Maine, Et Jeanne, la bonne lorraine Que les Anglais brûlèrent à Rouen, Où sont-elles, Vierge souveraine ? Mais où sont les neiges d'antan ? ENVOI Prince, gardez-vous de demander, cette semaine Ou cette année, où elles sont, De crainte qu'on ne vous rappelle ce refrain : Mais où sont les neiges d'antan ? |

## Éditions
La première édition des textes de François Villon, par Pierre Levret, date de 1489.
Dans la première moitié du XVIe siècle, les rééditions se succéderont, dont celle de Clément Marot en 1533. Ensuite, comme toute la littérature médiévale, l’œuvre de Villon tombe dans l'oubli.
Au début du XVIIIe siècle paraissent une édition à Paris en 1723 et une édition critique par Eusèbe de Laurrière et le R.P. du Cerceau à La Haye en 1744.
Mais c'est l'époque romantique qui redécouvrira François Villon, avec les Œuvres de Maistre Villon en 1832 par l'abbé Prompsaut puis les Œuvres complètes en 1854 par Paul Lacroix. Dès lors, on considère Villon comme l'un des pères de la poésie lyrique française et le premier poète maudit.
À la fin du XIXe siècle et tout au long du XXe siècle, les éditions savantes se succéderont. Voici la dernière :
- Villon, Poésies, édition bilingue de Jean Dufournet, Imprimerie nationale, 1984 — Grand prix de l'édition critique de l'Académie française
(réédition : Flammarion, coll. « GF », 1992 — « Ballade des dames du temps jadis », p. 108-111).

## Études
- Jean Frappier, « Les trois Ballades du temps jadis dans le Testament de François Villon », Bulletin de la classe des lettres et des sciences morales et politiques de l'Académie royale de Belgique, tome 47, 1961, p. 525-539.
- Danielle Kada-Benoist, « Le phénomène de désagrégation dans les trois Ballades du temps jadis de Villon », Le Moyen Âge, tome 80, 1974, p. 301-318.
- Leo Spitzer, « Étude a-historique d'un texte : la Ballade des dames du temps jadis », Modern Language Quarterly, 1940, tome I, p. 7-22.